# Beroe Stara Sagora
PFC Beroe Stara Sagora (offiziell: PFK Profesionalen futbolen klub Beroe Stara Sagora, bulgarisch Професионален футболен клуб Берое Стара Загора) ist ein professioneller Fußballverein aus Stara Sagora, Bulgarien. Zurzeit spielt der Verein in der Parwa liga.

## Vereinsgeschichte
Der Verein wurde im Jahr 1916 in der im Zentrum Bulgariens gelegenen Stadt Stara Sagora gegründet. Im Jahr 1986 gewann Beroe, zumeist als „Die Grünen“ bezeichnet, die bulgarische Meisterschaft. Darüber hinaus nahm der Verein am UEFA-Pokal, an dem Europapokal der Pokalsieger und am Europapokal der Landesmeister teil. Zu einem der Höhepunkte zählte dabei der 1:0-Sieg im Heimspiel gegen Juventus Turin im Oktober des Jahres 1979, wobei man jedoch nach der 0:1-Niederlage im Rückspiel in der regulären Spielzeit und zwei weiteren Toren der Turiner knapp in der Verlängerung scheiterte.
Beroe nahm in der Saison 1972/73 erstmals am UEFA-Pokal teil und setzte sich in der ersten Begegnung überraschend deutlich mit 7:0 und 3:1 gegen den FK Austria Wien durch. In der darauffolgenden Saison scheiterte der Verein im Europapokal der Pokalsieger im Viertelfinale am späteren Sieger 1. FC Magdeburg, nachdem man zuvor Athletic Bilbao besiegt hatte. Es folgte im gleichen Jahr der Abstieg in die zweite Liga, aber daraufhin auch der unmittelbare Wiederaufstieg.
Nach der Meisterschaft 1986 mehrten sich im Verein die Probleme, und als Beroe nach der Saison 1994/95 absteigen musste, folgte ein Niedergang bis in die vierte Liga. Der Monat April des Jahrs 2003 markierte dann einen Neuanfang, als ein neuer Präsident installiert wurde und mit einem neuen wirtschaftlichen Konzept das Budget gesichert werden konnte. Da sich der Verein insgesamt großer Beliebtheit in der Stadt erfreute, die sich in einem großen Zuschauerzuspruch ausdrückte, fand eine Weiterentwicklung statt, die mit dem Wiederaufstieg in die erste Liga zum Ende der Saison 2003/04 ihren vorläufigen Höhepunkt fand. In der darauffolgenden ersten Saison in der höchsten Spielklasse gelang dem Verein mit dem siebten Platz dann relativ ungefährdet der Klassenerhalt.

## Stadion
Das Beroe-Stadion ist ein Fußballstadion und das Heimstadion von Beroe Stara Sagora. Das Stadion hat 12.128 Sitzplätze und wurde 1959 gebaut.

## Sportliche Erfolge

### National
Parwa liga:
- Meister (1): 1985/86
- Zweiter (1): 2014/15
- Dritter (1): 1971/72

Bulgarischer Fußballpokal:
- Sieger (2): 2009/10, 2012/13
- Finalist (4): 1968, 1973, 1979, 1980

Bulgarischer Fußball-Supercup:
- Sieger (1) : 2013
- Finalist(1): 2010

### International
Balkanpokal
- Sieger (4) (Rekord) : 1967/68, 1969, 1981/83, 1983/84
- Finalist (1): 1970

## Europapokalbilanz
| Saison  | Wettbewerb                    | Runde                  | Gegner              | Gesamt | Hin     | Rück    |
| ------- | ----------------------------- | ---------------------- | ------------------- | ------ | ------- | ------- |
| 1972/73 | UEFA-Pokal                    | 1. Runde               | FK Austria Wien     | 10:10  | 7:0 (H) | 3:1 (A) |
| 1972/73 | UEFA-Pokal                    | 2. Runde               | Honvéd Budapest     | 3:1    | 3:0 (H) | 0:1 (A) |
| 1972/73 | UEFA-Pokal                    | 3. Runde               | OFK Belgrad         | 1:3    | 0:0 (A) | 1:3 (H) |
| 1973/74 | Europapokal der Pokalsieger   | 1. Runde               | CS Fola Esch        | 11:10  | 7:0 (H) | 4:1 (A) |
| 1973/74 | Europapokal der Pokalsieger   | 2. Runde               | Athletic Bilbao     | 3:1    | 3:0 (H) | 0:1 (A) |
| 1973/74 | Europapokal der Pokalsieger   | Viertelfinale          | 1. FC Magdeburg     | 1:3    | 0:2 (A) | 1:1 (H) |
| 1979/80 | Europapokal der Pokalsieger   | 1. Runde               | Arka Gdynia         | 4:3    | 2:3 (A) | 2:0 (H) |
| 1979/80 | Europapokal der Pokalsieger   | 2. Runde               | Juventus Turin      | 1:3    | 1:0 (H) | 0:3 (A) |
| 1980/81 | UEFA-Pokal                    | 1. Runde               | Fenerbahçe Istanbul | 3:1    | 1:0 (A) | 2:1 (H) |
| 1980/81 | UEFA-Pokal                    | 2. Runde               | FK Radnički Niš     | 1:3    | 0:1 (H) | 1:2 (A) |
| 1986/87 | Europapokal der Landesmeister | 1. Runde               | Dynamo Kiew         | 1:3    | 1:1 (H) | 0:2 (A) |
| 2010/11 | UEFA Europa League            | 3. Qualifikationsrunde | SK Rapid Wien       | 1:4    | 1:1 (H) | 0:3 (A) |
| 2013/14 | UEFA Europa League            | 2. Qualifikationsrunde | Hapoel Tel Aviv     | 3:6    | 1:4 (H) | 2:2 (A) |
| 2015/16 | UEFA Europa League            | 1. Qualifikationsrunde | Atlantas Klaipėda   | 5:1    | 2:0 (A) | 3:1 (H) |
| 2015/16 | UEFA Europa League            | 2. Qualifikationsrunde | Brøndby IF          | 0:1    | 0:1 (H) | 0:0 (A) |
| 2016/17 | UEFA Europa League            | 1. Qualifikationsrunde | FK Radnik Bijeljina | 2:0    | 0:0 (H) | 2:0 (A) |
| 2016/17 | UEFA Europa League            | 2. Qualifikationsrunde | HJK Helsinki        | 1:2    | 1:1 (H) | 0:1 (A) |

Gesamtbilanz: 34 Spiele, 13 Siege, 8 Unentschieden, 13 Niederlagen, 51:37 Tore (Tordifferenz +14)